# Josef Urban
Josef Urban (17. června 1899 Bylany – 2. září 1968) byl československý zápasník české národnosti. Jeho největším úspěchem byl zisk stříbrné medaile v zápase řecko-římském v těžké váze na Letních olympijských hrách 1932 v Los Angeles.
V rozmezí 23 let jedenáctkrát získal titul mistra republiky, v roce 1926 překvapil jako nováček druhým místem na ME v Rize, v Budapešti (1927) a Dortmundu (1928) vybojoval evropský bronz. Po ukončení aktivní kariéry se až do své smrti věnoval trenérské práci.

## Cesta k olympijskému stříbru
Josef Urban pracoval jako policista, dopravní strážník a na olympijské hry do Los Angeles se dostal jen díky finanční sbírce mezi svými kolegy.
V prvním kole nastoupil proti úřadujícímu mistru světa a největšímu favoritovi turnaje, Švédovi Westergreenovi. Po boji prohrál jen těsně na body. Ve druhém kole se pak utkal s vicemistrem Evropy, německým zápasníkem Gehringem, kterého porazil. K boji o stříbro nastoupil proti druhému favoritovi turnaje, Rakušanovi Hirschlovi. Ve čtrnácté minutě, v době kdy už měl Urban zajištěné slibné vedení na body, vzdal Hirschl pro únavu.
V těžké váze tak v Los Angeles zvítězil Westergreen před Urbanem a Hirschlem.